# Latycephala graminea
Latycephala graminea är en insektsart som beskrevs av Kuoh. Latycephala graminea ingår i släktet Latycephala och familjen dvärgstritar. Inga underarter finns listade i Catalogue of Life.